# Internationale Wielertrofee Jong Maar Moedig 2012
La 28e édition de l'Internationale Wielertrofee Jong Maar Moedig a eu le 27 juin 2012. La course fait partie du calendrier UCI Europe Tour 2012 en catégorie 1.2. Elle a été remportée par Tim Declercq (Topsport Vlaanderen-Mercator), immédiatement suivi par Kjell Van Driessche (EFC-Omega Pharma-Quick Step) et trois secondes plus tard par Davy Commeyne (Landbouwkrediet-Euphony).

## Classement
| Classement général | Classement général  | Classement général | Classement général                 | Classement général |
|                    | Coureur             | Pays               | Équipe                             | Temps              |
| ------------------ | ------------------- | ------------------ | ---------------------------------- | ------------------ |
| 1er                | Tim Declercq        | Belgique           | Topsport Vlaanderen-Mercator       | en 4 h 3 min 15 s  |
| 2e                 | Kjell Van Driessche | Belgique           | EFC-Omega Pharma-Quick Step        | m.t                |
| 3e                 | Davy Commeyne       | Belgique           | Landbouwkrediet-Euphony            | + 3 s              |
| 4e                 | Justin Van Hoecke   | Belgique           | Wallonie Bruxelles-Crédit agricole | m.t                |
| 5e                 | Kevin Van Hoovels   | Belgique           | Bofrost-Steria                     | m.t                |
| 6e                 | Steven Van Vooren   | Belgique           | Topsport Vlaanderen-Mercator       | m.t                |
| 7e                 | Tom Meeusen         | Belgique           | Telenet-Fidea                      | m.t                |
| 8e                 | Bart van Haaren     | Pays-Bas           | Ubbink-Koga                        | m.t                |
| 9e                 | Tom Van Asbroeck    | Belgique           | Topsport Vlaanderen-Mercator       | m.t                |
| 10e                | Bert De Waele       | Belgique           | Landbouwkrediet-Euphony            | m.t                |
| modifier           |                     |                    |                                    |                    |